# Via Petrovka
Via Petrovka in russo Улица Петровка? - Ulica Petrovka è una delle più importanti vie nel centro di Mosca, in Russia, che va a nord da Kuznetsky Most e Teatral'naja Ploščad' fino ad arrivare a Strastnoy Boulevard e Petrovsky Boulevard.
La strada prende il nome dal monastero ortodosso di St. Peter, posto alla cima della collina, all'incrocio tra la strada e i viali della circonvallazione. La strada è sede di molte attività come negozi di lusso, uffici, hotel, night club, dello storico centro commerciale Petrovskij Passaž e dell'altro importante grande magazzino TsUM. Uno degli edifici più famosi della via è la sede della Polizia Criminale Moscovita al numero 38.
Il teatro Petrovka, costruito nel 1780 all'intersezione con Okhotny Ryad, è conosciuto dal 1824 come Teatro Bolshoi ed è uno dei teatri mondiali più famosi.
La strada finisce in corrispondenza del Anello dei giardini, dove è situato il giardino dell'Hermitage.